# Lorenz Funk
Pour les articles homonymes, voir Funk (homonymie).
Temple de la renommée allemand : 1988
Lorenz Funk (né le 17 mars 1947 à Bad Tölz et mort le 29 septembre 2017 à Greiling) est un joueur et entraîneur professionnel allemand de hockey sur glace.

## Carrière
Lorenz Funk commence sa carrière en 1966 à l'EC Bad Tölz qui est champion la même année. En 1972, il rejoint le Berliner Schlittschuhclub et est de nouveau champion en 1974 et en 1976. Pour la saison 1982-1983, il vient au SC Riessersee puis va la saison suivante en 2. Bundesliga au sein du BSC Preussen.
En 1986, il met fin à sa carrière. Il revient pour faire la saison 1988-1989 pour être avec ses fils Florian et Lorenz junior au sein de l'EC Bad Tölz en 2. Bundesliga. À 56 ans, il joue en ligue régionale en 2002-2003 avec les Capitals de Berlin.
Au cours de sa carrière, Funk a fait 687 matchs de Bundesliga, marqué 435 buts et 881 points.
Avec l'équipe d'Allemagne, où il est l'auteur de 225 buts, il participe aux Jeux olympiques de 1968, 1972 et 1976 où elle remporte la médaille de bronze. Il est présent à treize championnats du monde entre 1966 et 1979.
En 1986, Funk prend l'entraînement du BSC Preussen qu'il fait monter en élite. En 1988, il assume l'EC Bad Tölz puis l'EHC Bayreuth pour la saison 1990-1991. En 1991, il devient manager des Eisbären Berlin jusqu'en 2000. En 2000, il est nommé directeur sportif puis président des Capitals de Berlin jusqu'en 2004.
En 2015, il prend l'entraînement du club amateur ESC Holzkirchen en ligue régionale de Bavière.

## Palmarès
- Champion d'Allemagne : 1966, 1974, 1976.
- Médaille de bronze aux Jeux olympiques de 1976.